# Sugaruga-Wasserfall
Der Sugaruga-Wasserfall (jap. 数鹿流ヶ滝) ist ein Wasserfall am Kurogawa (黒川) in der Präfektur Kumamoto auf Kyūshū. Er hat eine Fallhöhe von 60 m und eine Breite vom 20 m. Der Sugaruga-Wasserfall ist Teil der Top-100-Wasserfälle Japans.
Der Sugaruga-Wasserfall heißt übersetzt „Wasserfall einiger Hirsche“. Es heißt, dass der Name von der Tatsache stammt, dass mehrere Hirsche während einer Shimononokari (下野狩) genannten Jagd am Ende der Heian-Zeit vor der Klippe in die Enge getrieben wurden und herunterrutschten. 